# 신진수 (1938년)
신진수(申鎭洙, 1938년 8월 21일~2017년 3월 19일)은 대한민국의 정치인이다. 제11·13대 국회의원을 지냈다. 본관은 아주이며, 경상북도 대구 출생이다.

## 경력

### 학력
- 경상북도 대구사범학교 졸업
- 경북대학교 사범대학 교육학과 학사
- 미국 서던캘리포니아 대학교 교육대학원 교육학 석사
- 연세대학교 언론홍보대학원 언론학 석사
- 미국 에이벌린 그리스도 신학대학교 교육대학원 교육학 박사

### 가족 관계
- 형 : 신진욱

### 주요 경력
- 경북예술고등학교 교장
- 협성교육재단 상무
- 계명대학교 교수
- 대구대학교 전임강사
- 영남대학교 교수
- 한국기독교교회발전협의회 공동회장
- 보이스카우트 국제이사장
- 국제 유스호스텔 총재
- 경북일보 회장

## 역대 선거 결과
|  | 27.72% |

|  | 17.34% |

|  | 15.8% |